# Лейк-Парк (Флорида)
Лейк-Парк (англ. Lake Park) — муниципалитет, расположенный в округе Палм-Бич (штат Флорида, США) с населением в 8721 человек по статистическим данным переписи 2000 года.

## География
По данным Бюро переписи населения США муниципалитет Лейк-Парк имеет общую площадь в 5,96 квадратного километра, из которых 5,7 кв. километров занимает земля и 0,52 кв. километра — вода. Площадь водных ресурсов округа составляет 8,72 % от всей его площади.
Муниципалитет Лейк-Парк расположен на высоте 4 м над уровнем моря.

## Демография
По данным переписи населения 2000 года в Лейк-Парк проживало 8721 человек, 2024 семьи, насчитывалось 3346 домашних хозяйств и 3650 жилых домов. Средняя плотность населения составляла около 1463,26 человека на один квадратный километр. Расовый состав населённого пункта распределился следующим образом: 41,26 % белых, 48,80 % — чёрных или афроамериканцев, 0,34 % — коренных американцев, 2,89 % — азиатов, 5,44 % — представителей смешанных рас, 1,27 % — других народностей. Испаноговорящие составили 5,80 % от всех жителей.
Из 3346 домашних хозяйств в 31,0 % воспитывали детей в возрасте до 18 лет, 37,1 % представляли собой совместно проживающие супружеские пары, в 16,7 % семей женщины проживали без мужей, 39,5 % не имели семей. 29,3 % от общего числа семей на момент переписи жили самостоятельно, при этом 9,0 % составили одинокие пожилые люди в возрасте 65 лет и старше. Средний размер домашнего хозяйства составил 2,58 человека, а средний размер семьи — 3,28 человека.
Население муниципалитета по возрастному диапазону по данным переписи 2000 года распределилось следующим образом: 26,6 % — жители младше 18 лет, 9,4 % — между 18 и 24 годами, 32,8 % — от 25 до 44 лет, 18,5 % — от 45 до 64 лет и 12,8 % — в возрасте 65 лет и старше. Средний возраст жителей составил 34 года. На каждые 100 женщин в Лейк-Парк приходилось 96,3 мужчины, при этом на каждые сто женщин 18 лет и старше приходилось 95,1 мужчины также старше 18 лет.
Средний доход на одно домашнее хозяйство составил 33 983 доллара США, а средний доход на одну семью — 37 047 долларов. При этом мужчины имели средний доход в 26 476 долларов США в год против 23 518 долларов среднегодового дохода у женщин. Доход на душу населения составил 33 983 доллара в год. 12,5 % от всего числа семей в населённом пункте и 16,8 % от всей численности населения находилось на момент переписи населения за чертой бедности, при этом 28,8 % из них были моложе 18 лет и 12,3 % — в возрасте 65 лет и старше.